# 汤姆·伊夫斯
托马斯·詹姆斯·伊夫斯（英語：Thomas James Eaves，1992年1月14日—）是英格兰足球运动员，司职前锋，现時效力英冠球會罗瑟勒姆。

## 俱乐部生涯

### 奥尔德姆
伊夫斯在克鲁开始接受专业足球训练，2007年，他转投奥尔德姆青训营，加入U15梯队。
2010年1月23日，伊夫斯在奥尔德姆0比1输给米尔沃尔的联赛中替补出场，完成他在英格兰足球联赛的处子秀。2009/10 赛季，他在联赛中出场15次，全部都是替补出场。2010年7月28日，伊夫斯在奥尔德姆和英超球会博尔顿的季前训练赛中上演帽子戏法。

### 博尔顿
2010年8月12日，伊夫斯和博尔顿签约三年。他在2010/11赛季和2011/12赛季并没有代表一线队出场的经历。
2012年9月27日，英格兰足球乙级联赛球队布里斯托尔流浪者宣布租借伊夫斯三个月。
2013年1月28日，博尔顿與伊夫斯簽署一份新的三年合約，令其留隊至2016年夏季。
2013年2月21日，英甲球會施鲁斯伯里從博尔顿借入伊夫斯為期一個月。
2013年3月22日，施鲁斯伯里延長伊夫斯之借用期至2013月4月底。
2013年4月15日，博尔顿從施鲁斯伯里召回伊夫斯歸隊。
2013年9月21日，英甲球會洛達咸向博尔顿借入伊夫斯，借用期為三個月。
2013年11月25日，博尔顿從洛達咸召回伊夫斯歸隊。
2013年11月28日，英甲球會施鲁斯伯里繼上一個球季再次從博尔顿借入伊夫斯，借用期至2014年1月5日。

## 外部連結
- 足球数据库：汤姆·伊夫斯的球员统计数据